# King Charles spaniel
El Toy spaniel anglès (en anglès, English Toy Spaniel), conegut com a Spaniel del Rei Carles (King Charles Spaniel) és una raça de gos d'origen anglès. La raça Cavalier King Charles spaniel és similar, però no han de confondre's.

## Origen
Probablement descendeixi de races petites asiàtiques, però va ser desenvolupada a Anglaterra, on eren animals de companyia de la reialesa. Carles II d'Anglaterra posseïa diversos exemplars i va donar el nom a la raça.
Durant el segle xix els criadors van modificar la raça, creant-los més petits, amb el cap més arrodonit i la cara més plana.

## Característiques
És un gos petit, compacte i robust de 3,6 a 6,5 quilograms. Tenen una construcció física sòlida, amb un cap amb forma característica de cúpula.
Té un petit nas negre, amb fosses nasals àmplies, i depressió fronto-nasal ben definida. Té ulls grans i rodons, orelles llargues que li cauen sobre les galtes i la mandíbula inferior és ampla i una mica sortint.
La pell és sedosa i ve en quatre varietats definides, que varien en la seva coloració:
- Rei Carles: negre brillant amb marques canyella a les galtes, al voltant de les orelles, a sobre dels ulls, a les potes i a sota de la cua. Pot presentar una marca blanca en el pit, de la grandària d'una moneda, que no és penalitzada en els concursos, però en qualsevol altre lloc és falta greu.
- Blenheim: és de color blanc amb taques vermelles distribuïdes de manera regular. Les orelles i les galtes han de ser vermelles, amb una franja blanca des del nas fins al clatell.
- Príncep Carles: és de color blanc amb taques negres, orelles negres i taques canyella a la cara, a sobre dels ulls i a sota de la cua.
- Rubí: de color vermell, però pot presentar la mateixa taca blanca en el pit que la varietat Rei Carles.